# Syreitschikovia spinulosa
Syreitschikovia spinulosa là một loài thực vật có hoa trong họ Cúc. Loài này được (Franch.) Pavlov miêu tả khoa học đầu tiên năm 1933.